# Galion (Ohio)
Galion – miasto w Stanach Zjednoczonych, w stanie Ohio. Liczba mieszkańców w 2000 roku wynosiła 11 341.